# Фробенијусов метод
Фробенијусов метод представља један од метода решавања диференцијалних једначина другога реда облика:
{\displaystyle z^{2}u''+p(z)zu'+q(z)u=0\,}
где су:
{\displaystyle u'\equiv {{du} \over {dz}}} и {\displaystyle u''\equiv {{d^{2}u} \over {dz^{2}}}} у близини регуларнога сингуларитета z=0. Поделимо ли са z2 добијамо диференцијалну једначину:
{\displaystyle u''+{p(z) \over z}u'+{q(z) \over z^{2}}u=0}
Метода је добила име по немачком математичару Фердинанду Фробенијусу.

## Метода
Према Фробенијусовој методи тражимо решење у облику реда:
{\displaystyle u(z)=\sum _{k=0}^{\infty }A_{k}z^{k+r},\qquad (A_{0}\neq 0)}
Диференцирањем добијамо:
{\displaystyle u'(z)=\sum _{k=0}^{\infty }(k+r)A_{k}z^{k+r-1}}
{\displaystyle u''(z)=\sum _{k=0}^{\infty }(k+r-1)(k+r)A_{k}z^{k+r-2}}
После тога горе добиујене редове супституирамо у диференцијалну једначину и добијамо:
{\displaystyle {\begin{aligned}&{}\quad z^{2}\sum _{k=0}^{\infty }(k+r-1)(k+r)A_{k}z^{k+r-2}+zp(z)\sum _{k=0}^{\infty }(k+r)A_{k}z^{k+r-1}+q(z)\sum _{k=0}^{\infty }A_{k}z^{k+r}\\&=\sum _{k=0}^{\infty }(k+r-1)(k+r)A_{k}z^{k+r}+p(z)\sum _{k=0}^{\infty }(k+r)A_{k}z^{k+r}+q(z)\sum _{k=0}^{\infty }A_{k}z^{k+r}\\&=\sum _{k=0}^{\infty }(k+r-1)(k+r)A_{k}z^{k+r}+p(z)(k+r)A_{k}z^{k+r}+q(z)A_{k}z^{k+r}\\&=\sum _{k=0}^{\infty }\left[(k+r-1)(k+r)+p(z)(k+r)+q(z)\right]A_{k}z^{k+r}\\&=\left[r(r-1)+p(z)r+q(z)\right]A_{0}z^{r}+\sum _{k=1}^{\infty }\left[(k+r-1)(k+r)+p(z)(k+r)+q(z)\right]A_{k}z^{k+r}\end{aligned}}}
Иницијални полином је следећи израз:
{\displaystyle r\left(r-1\right)+p\left(0\right)r+q\left(0\right)=I(r)\,}
Према општој дефиницији иницијални полиноми су коефицијенти најнижега степена по z.
Општи израз за коефицијенте од zk + r је:
{\displaystyle I(k+r)A_{k}+\sum _{j=0}^{k-1}\left[(j+r)p(k-j)+q(k-j)\right]A_{j}}
Ти коефицијенти треба да буду једнаки нули, јер они треба да представљају решења диференцијалне једначине, па следи:
{\displaystyle I(k+r)A_{k}+\sum _{j=0}^{k-1}\left[(j+r)p(k-j)+q(k-j)\right]A_{j}=0}
{\displaystyle \sum _{j=0}^{k-1}\left[(j+r)p(k-j)+q(k-j)\right]A_{j}=-I(k+r)A_{k}}
{\displaystyle {1 \over -I(k+r)}\sum _{j=0}^{k-1}\left[(j+r)p(k-j)+q(k-j)\right]A_{j}=A_{k}}
Горње решење са Ak је:
{\displaystyle U_{r}(z)=\sum _{k=0}^{\infty }A_{k}z^{k+r}}
и задовољава:
{\displaystyle z^{2}U_{r}(z)''+p(z)zU_{r}(z)'+q(z)U_{r}(z)=I(r)z^{r}\!\;}
Одаберемо ли један од корена иницијалнога полинома, тада добијамо решење диференцијалне једначине.

## Пример
Покушамо ли да решимо следећи диференцијалну једначину:
{\displaystyle z^{2}f''-zf'+(1-z)f=0\,}
Поделимо ли је са z2 добијамо:
{\displaystyle f''-{1 \over z}f'+{1-z \over z^{2}}f=f''-{1 \over z}f'+\left({1 \over z^{2}}-{1 \over z}\right)f=0}
Претпостављамо решења у облику реда:
{\displaystyle f=\sum _{k=0}^{\infty }A_{k}z^{k+r}}
{\displaystyle f'=\sum _{k=0}^{\infty }(k+r)A_{k}z^{k+r-1}}
{\displaystyle f''=\sum _{k=0}^{\infty }(k+r)(k+r-1)A_{k}z^{k+r-2}}
и та решења супституирамо у горњу једначину:
{\displaystyle {\begin{aligned}&\sum _{k=0}^{\infty }(k+r)(k+r-1)A_{k}z^{k+r-2}-{1 \over z}\sum _{k=0}^{\infty }(k+r)A_{k}z^{k+r-1}+\left({1 \over z^{2}}-{1 \over z}\right)\sum _{k=0}^{\infty }A_{k}z^{k+r}\\&=\sum _{k=0}^{\infty }(k+r)(k+r-1)A_{k}z^{k+r-2}-{1 \over z}\sum _{k=0}^{\infty }(k+r)A_{k}z^{k+r-1}+{1 \over z^{2}}\sum _{k=0}^{\infty }A_{k}z^{k+r}-{1 \over z}\sum _{k=0}^{\infty }A_{k}z^{k+r}\\&=\sum _{k=0}^{\infty }(k+r)(k+r-1)A_{k}z^{k+r-2}-\sum _{k=0}^{\infty }(k+r)A_{k}z^{k+r-2}+\sum _{k=0}^{\infty }A_{k}z^{k+r-2}-\sum _{k=0}^{\infty }A_{k}z^{k+r-1}\end{aligned}}}
Померамо индексе последње суме, тако да се добија:
{\displaystyle {\begin{aligned}&=\sum _{k=0}^{\infty }(k+r)(k+r-1)A_{k}z^{k+r-2}-\sum _{k=0}^{\infty }(k+r)A_{k}z^{k+r-2}+\sum _{k=0}^{\infty }A_{k}z^{k+r-2}-\sum _{k-1=0}^{\infty }A_{k-1}z^{k+r-2}\\&=\sum _{k=0}^{\infty }(k+r)(k+r-1)A_{k}z^{k+r-2}-\sum _{k=0}^{\infty }(k+r)A_{k}z^{k+r-2}+\sum _{k=0}^{\infty }A_{k}z^{k+r-2}-\sum _{k=1}^{\infty }A_{k-1}z^{k+r-2}\end{aligned}}}
Стартни индекс за k=0 се посебно пише, па се добија:
{\displaystyle {\begin{aligned}&=((r)(r-1)A_{0}z^{r-2})+\sum _{k=1}^{\infty }(k+r)(k+r-1)A_{k}z^{k+r-2}-((r)A_{0}z^{r-2})-\sum _{k=1}^{\infty }(k+r)A_{k}z^{k+r-2}\\&{}+(A_{0}z^{r-2})+\sum _{k=1}^{\infty }A_{k}z^{k+r-2}-\sum _{k=1}^{\infty }A_{k-1}z^{k+r-2}\\&=(r(r-1)-r+1)A_{0}z^{r-2}+\sum _{k=1}^{\infty }\left(((k+r)(k+r-1)-(k+r)+1)A_{k}-A_{k-1}\right)z^{k+r-2}\end{aligned}}}
Једно решење добијамо решавањем иницијалнога полинома r(r − 1) − r + 1 = r2 − 2r + 1 = 0, односно добијамо да је 1 двоструки корен. Користећи тај корен коефицијенти од zk + r − 2 треба да буду нула, шта даје рекурзију:
{\displaystyle ((k+1)(k)-(k+1)+1)A_{k}-A_{k-1}=(k^{2})A_{k}-A_{k-1}=0\,}
{\displaystyle A_{k}={A_{k-1} \over k^{2}}}
Пошто је омер {\displaystyle A_{k}/A_{k-1}} рационална функција онда се ред може написати као општи хипергеометријски ред.